# Josef Brandstetter

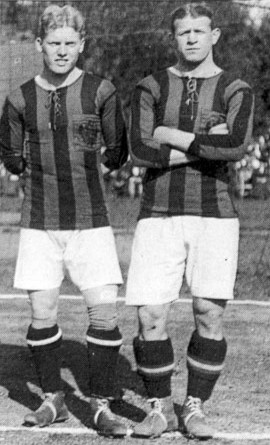
Josef Brandstetter, rechts, hier mit Karl Braunsteiner vom Sport-Club bei den Olympischen Spielen 1912

Josef „Seppl“ Brandstetter (* 29. Dezember 1890; † 25. März 1945 in Wien) war ein österreichischer Fußballspieler. Der Mittelläufer war von 1911 bis 1925 eine wichtige Stütze beim SK Rapid Wien und in der Nationalmannschaft, zeitweise Rekordnationalspieler und erster Österreicher mit 40 Länderspielen.

## Karriere
Josef Brandstetter begann seine Fußballkarriere gemeinsam mit seinem jüngeren Bruder Fritz bei Rapid im Jahre 1908. Er zählte zu der berühmten Rapid-Mannschaft, die unter Trainer Dionys Schönecker die erste österreichische Fußballmeisterschaft 1911/12 gewinnen konnte und auch in den folgenden Jahren die Meisterschaft dominierte. Insgesamt acht Titelgewinne konnte der Mittelläufer, der dank seiner unermüdlichen Kampfbereitschaft bekannt wurde, in Hütteldorf feiern, bevor ihn eine Krise 1924 beim Verein zum Lokalrivalen Wiener AF trieb. Nachdem die Differenzen mit der Vereinsführung ausgestanden waren, kehrte Seppl Brandstetter zu den Grün-Weißen zurück, wo er noch ein Jahr bis 1925 und somit insgesamt 16 Jahre in der Kampfmannschaft diente.
Seppl Brandstetter war aber nicht nur Spielmacher der Grün-Weißen gewesen, sondern auch zwölf Jahre lang Stammspieler der Nationalmannschaft auf dieser Position. Sein Debüt hatte er bei den Olympischen Spielen 1912 in Stockholm gegeben, wo er mit der Mannschaft den 5. Platz erreichte, seine einzigen beiden Tore im Nationaldress erzielte der Mittelläufer beim 2:0-Sieg über Italien am 15. Juni 1913. Zu seinem Karriereende trat Seppl Brandstetter Ende 1925 oder Anfang 1926 zum ASV Hertha Wien über. In seine Fußstapfen bei Rapid trat indes Josef Smistik. Etwa Anfang November 1926 wurde er Trainer beim jugoslawischen Meister Građanski in Zagreb, wo Trainer Imre Pozsonyi abging, da dessen Aufenthaltsbewilligung nicht verlängert wurde. Es wurde von guten Ergebnissen gegen internationale Gegner und Wiener Vereine berichtet. Nach Differenzen über sein Gehalt, er wollte so viel verdienen wie sein Vorgänger, trennten sich die Wege. Im Februar 1927 übernahm er den Trainerposten beim Wiener Sport-Club, ehe er ab 1928 zwei Jahre lang den VfL Neckarau betreute. 1933 betreute er einmal wöchentlich die erste Mannschaft des Vorarlberger FC Hard, die 1934 als Erster der A-Klasse aufstieg.
Seppl Brandstetter verstarb in den letzten Wochen des Zweiten Weltkrieges in einem Wiener Spital an einer Lungenentzündung.

## Erfolge
- 8 × Österreichischer Meister: 1912, 1913, 1916, 1917, 1919, 1920, 1921, 1923
- 2 × Österreichischer Cupsieger: 1919, 1920

- Teilnahme an den Olympischen Spielen 1912: Viertelfinale
- 42 Länderspiele und 2 Tore für die österreichische Fußballnationalmannschaft von 1912 bis 1924